# التكنولوجيا خلال الحرب العالمية الأولى

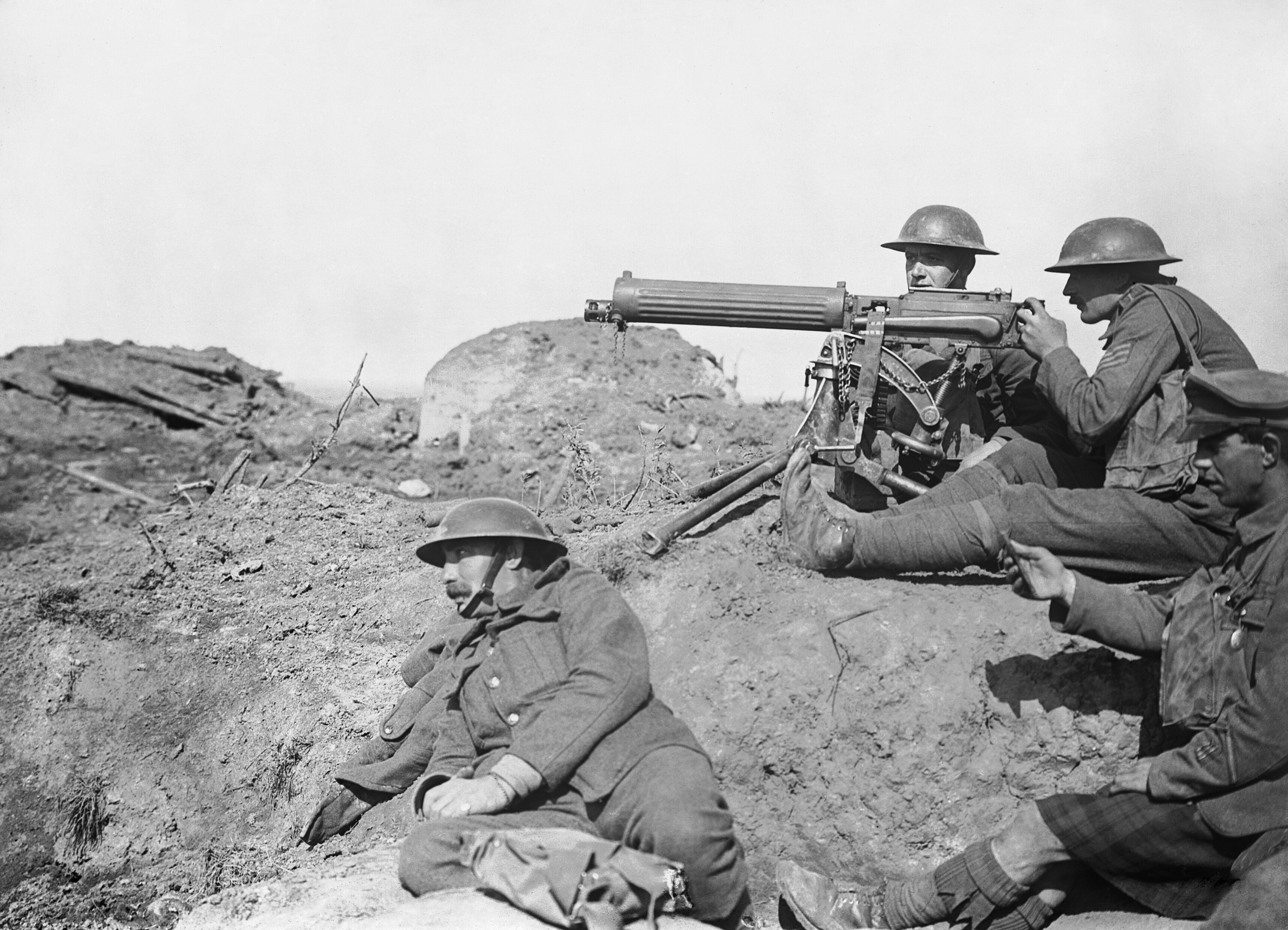
السلاح الرشاش هو أحد أنواع الأسلحة الحاسمة خلال الحرب العالمية الأولى، في الصورة قوات بريطانية ومعهم رشاش فيكرز في الجبهة الغربية، 21 سبتمبر 1917.

اتخذت التكنولوجيا أثناء الحرب العالمية الأولى (1914-1918) اتجاهًا نحو الثورة الصناعية وتطبيق أساليب الإنتاج الشامل والضخم، وانعكس هذا على الأسلحة والتقنيات العسكرية عامةً. وقد بدأ هذا الاتجاه قبل خمسين عامًا على الأقل من الحرب العالمية الأولى أثناء الحرب الأهلية الأمريكية في الفترة 1861-1865، واستمر هذا أيضًا في العديد من النزاعات الصغيرة التي اختبر فيها الجنود وواضعو الاستراتيجيات أسلحة جديدة.
وشملت أسلحة الحرب العالمية الأولى أنواعًا قياسية موحدة ومُحسَّنة على مدى الفترة السابقة، إلى جانب بعض الأنواع المطورة حديثًا التي استخدمت تكنولوجيا مبتكرة، وعدد من الأسلحة البدائية المستخدمة في حرب الخنادق. شملت التكنولوجيا العسكرية في ذلك الوقت ابتكارات مهمة في الأسلحة الرشاشة والقنابل اليدوية والمدفعية، إلى جانب أسلحة جديدة أساسية مثل الغواصات والغازات السامة والطائرات الحربية والدبابات.
وقد يكون بوسعنا أن نصف السنوات الأولى من الحرب العالمية الأولى بأنها صدام بين تكنولوجيا القرن العشرين والعلوم العسكرية في القرن التاسع عشر، الأمر الذي أدى إلى خلق عدد من المعارك غير الفعالة مع أعداد هائلة من الضحايا من كلا الجانبين. على أرض الواقع، فقط في السنة الأخيرة من الحرب، اتخذت الجيوش الكبرى خطوات فعالة في إحداث ثورة في مسائل القيادة والسيطرة والتكتيكات للتكيف مع ساحة المعركة الحديثة والبدء في تسخير التقنيات الحديثة التي لا تعد ولا تحصى لأغراض عسكرية فعالة. كانت عمليات إعادة التنظيم التكتيكية (مثل تحويل تمركز القيادة من سرية 100 + رجل إلى وحدة عسكرية 10 + رجل) جنبًا إلى جنب مع سيارات مصفحة وأول مدافع رشاشة وبنادق آلية يستطيع الجندي بمفرده حملها واستخدامها.

## حرب الخنادق
خلقت الصناعات المعدنية والكيميائية الجديدة قوة نيران جديدة عملت لفترة وجيزة على تبسيط الدفاع قبل أن تتطور أساليب جديدة للهجوم. وقد أدى استخدام بنادق المشاة والمدفعية مع آليات الارتداد الهيدروليكي والخنادق الصغيرة والأسلحة الرشاشة إلى صعوبة أو شبه استحالة عبور الأرض الخاضعة لعملية الدفاع. تطورت القنبلة اليدوية التي استخدمت لفترة طويلة في صورتها الأولية (خام) بسرعة كوسيلة مساعدة في مهاجمة الخنادق. وربما كان الأهم هو إدخال قذائف شديدة الانفجار، الأمر الذي أدى إلى زيادة كبيرة في معدل وفيات المدفعية أثناء القرن التاسع عشر.
وقد أدت حرب الخنادق إلى تطوير صندوق الحبة الخرساني، وهو صندوق صغير محصن يمكن استخدامه في إطلاق نيران الرشاشات، ويمكن وضع تلك الصناديق في ساحة المعركة مع حقول النار المتشابكة.
ولأن مهاجمة عدو راسخ كان أمرًا صعبًا للغاية، فقد تحولت حرب الأنفاق إلى مجهود كبير أثناء الحرب. فبمجرد تقويض مواقع العدو، تُزرع كميات هائلة من المتفجرات وتُفجر كجزء من تحضيرات الإبادة البرية. كانت أجهزة الاستماع عالية الحساسية التي يمكنها اكتشاف أصوات الحفر وسيلة حاسمة للدفاع ضد هذه التوغلات السرية تحت الأرض. وقد أثبت البريطانيون براعة خاصة في هذه التكتيكات، وذلك بفضل مهارة «خبراء حفر الأنفاق» وتطور أجهزة الاستماع لديهم.

### الملابس
لقد تحول بالفعل الجيش البريطاني والألماني من المعطف الأحمر –ريد كوت- (الجيش البريطاني) (1902) أو أزرق بروسيا (1910) -الزي الرسمي الميداني- إلى الخاكي أو الرمادي الحقلي الأقل وضوحًا. وقد اقترح أدولف ميسيمي وجوزيف غالياني وغيرهم من القادة الفرنسيين أن يحذوا حذوهم، ولكن الجيش الفرنسي تقدم إلى الحرب في سرواله الأحمر التقليدي، واستخدم فقط الزي الجديد «اللون الأزرق» في عام 1915.
وقد اكتسب نوع من المعاطف الخاصة بالضباط البريطانيين المعروفة باسم معطف الخندق
الذي قدم قبل الحرب بفترة طويلة، الشهرة باعتباره معطف الخندق. دخلت الجيوش الرئيسية الحرب تحت قبعات قماش أو خوذ جلدية، وسارعوا في تطوير خوذ معدنية جديدة –خوذة المعركة-، بتصاميم أصبحت أيقونات لبلدانهم.

## سلاح المدفعية
في القرن التاسع عشر، استغلت بريطانيا وفرنسا التطورات التقنية السريعة في المدفعية لخدمة المناورات الحربية. خدمت هذه الأسلحة بشكل جيد في الحروب الاستعمارية في ذلك القرن، وخدمت ألمانيا بشكل جيد للغاية في الحرب الفرنسية البروسية، ولكن حرب الخنادق كانت أشبه بالحصار ودعت إلى فرض الحصار على الأسلحة النارية. كان الجيش الألماني قد توقع بالفعل أن الحرب الأوروبية قد تتطلب مدفعية أثقل، وبالتالي كان لديه مزيج أكثر ملاءمة من الأحجام. وقد استجاب للوضع الفعلي بمنتجات ثقيلة أكثر وعدد أقل من القطع المحمولة سهلة التنقل. طورت ألمانيا بنادق باريس ذات الحجم الهائل والمدى. ونتيجة سرعة فوهة السلاح الهائلة بعد بضع طلقات، كانت تتطلب العودة إلى المصنع لإعادة تجميعها وربطها. وبذلك كانت هذه الأسلحة تعمل على ترهيب وغضب سكان المدن أكثر من قتلهم أو تدمير مدنهم.
في بداية الحرب، غالبًا كانت المدفعية تنصب في الخطوط الأمامية لإطلاق النار أمام مجال الرؤية المفتوح للمشاة الأعداء، وأثناء الحرب، أُدخلت التحسينات التالية:
- أُطلق أول «وابل من الصناديق» في التاريخ في معركة نيوفي شابيل في عام 1915؛ كان هذا استخدام ستارة ثلاثية أو رباعية الجوانب من نيران قذائف الهاون لمنع حركة مشاة العدو.
- تطوير صمام الأسلاك رقم 106، المصمم خصيصًا لينفجر عند ملامسته للأسلاك الشائكة، أو الأرض قبل أن تُدفن القذيفة في الوحل، وهو فعال بنفس القدر كسلاح مضاد للأفراد.
- صممت أول مدافع مضادة للطائرات لأنها كانت غاية في الأهمية.
- تطوير نيران مضادة للمدفعيات -غير مباشرة- لأول مرة.
- تحديد نطاق صوت المدفعية وتشخيصها، لتحديد موقع مدفعيات العدو وتدميرها في نهاية المطاف.
- يمكن قياس عوامل دقيقة مثل الطقس ودرجة حرارة الهواء لأول مرة بدقة، وأخذها في الاعتبار عند إطلاق النار العشوائي.
- استخدام المراقبين الأماميين لتوجيه المدفعية المتمركزة خارج خط الرؤية المباشر من الأهداف، وتطوير خطط اتصالات وإطفاء متطورة.

دخلت المدفعية الميدانية الحرب بفكرة أن كل مدفع يجب أن يكون مصحوبًا بمئات القذائف، ويجب أن يوجد مع الأسلحة ما يقرب من ألف شخص لإعادة التزويد. وقد تبين أن ذلك غير كافٍ تمامًا عندما أصبح من المعتاد أن يتموضع سلاح في مكان واحد ويطلق مئة قذيفة أو أكثر يوميًا لأسابيع أو شهور متتالية. ولمواجهة أزمة نقص القذائف الناتجة عام 1915، تحولت المصانع سريعًا عن صناعة أغراض أخرى مختلفة إلى صنع المزيد من الذخيرة. عملوا على توسيع وبناء السكك الحديدية غير مهتمين متى تنتهي الخطوط أو أين ستكون نقطة النهاية. كانت الخيول في الحرب العالمية الأولى هي الحل الرئيسي، وقد أدى معدل الوفيات المرتفع بينها إلى إضعاف القوى المركزية كثيرًا في أواخر الحرب. ساعدت السكك الحديدية الجديدة الخنادق في العديد من الأماكن. تفتقر الشاحنات الآلية الجديدة للإطارات الهوائية، والتعليق المتعدد الاستخدامات، وغير ذلك من التحسينات التي قد تسمح لها في العقود الأخيرة بالأداء الجيد. وكانت معظم الإصابات التي وقعت خلال الحرب نتيجة نيران المدفعية.